# Avenir castanéen rugby
Maillots
Actualités
Dernière mise à jour : 09 Septembre 2024.
L'Avenir castanéen est un club de rugby à XV français situé à Castanet-Tolosan (Haute-Garonne).
Il évolue en 2023-2024 en Fédérale 2.

## Historique
Lors de la saison 1968-1969, une équipe senior joue son premier championnat. En juin 1969, l’Avenir castanéen rugby devient une association légalement déclarée, à but non lucratif, elle dépose ses statuts auprès de la préfecture de la Haute-Garonne et est soumise aux dispositions de la loi du 1er juillet 1901.
Le club est sacré champion de France de Fédérale 2 en 2009, et accède donc à la Fédérale 1 la saison suivante.

## Palmarès
- 1980-1981 : Champion des Pyrénées 1re série
- 1990-1991 : Champion des Pyrénées Cadets
- 1990-1991 : Champion des Pyrénées Réserve (Honneur)
- 1990-1991 : Challenge Maurice Gaussens (Honneur)
- 1991-1992 : Champion des Pyrénées Réserve (Honneur), Challenge Maurice Gaussens
- 1993-1994 : Champion des Pyrénées Réserve (Honneur)
- 1994-1995 : Finaliste Championnat des Pyrénées (Honneur) Réserve
- 1994-1995 : Champion des Pyrénées (Honneur)
- 1994-1995 : Finaliste Championnat de France (Honneur)
- 1998-1999 : Finaliste de la Coupe Berthou
- 2008-2009 : Champion de France Fédérale 2 B
- 2009-2010 : Champion de France Fédérale 2, montée en Fédérale 1, Elite Amateur
- 2013-2014 : Nationale B, vice-champion de France

## Personnalités du club

### Présidents
- Gaston Sournies
- Henri Calvet
- Yves Puydebois
- Serge Gilabert / Jacques Schlegel
- Pascal Faitg / Thierry Calvet / Stéphane Prosdocimi / Gérard Champagnat / un cinquième homme
- Pascal Faitg / Gérard Champagnat
- Louis Bardou
- Gilles Manent et Ramon Eguzkiza
- Gilles Manent
- Ramon Eguzkiza et Antoine Renauld

### Entraîneurs
-
1976-1982 André Marti
- 1998- 2007 Gérard BOUISSET, Ramon EGUZKIZA, Christian GARIGA
- 2007-2008 Thierry FOSSAT, Philippe FILIATRE
- 2009 - 2013 Christian DELERIS, Thierry FOSSAT
- ?-2020 :  Éric San Vicente et  Julien Sidobre
- 2020-2021 :  David Penalva (manager général et arrières) et  Abdeslam Meskiti (avants)
- 2021-2022 :  Vincent Clément et Benjamin Couette
- 2022-2023 :  Djalil Narjissi (manager général et avants) et Christophe Tarozzi (arrières) et Benjamin Couette
- 2023- à ce jour :  Djalil Narjissi (manager général et avants) et Christophe Tarozzi (arrières)

### Joueurs emblématiques
- Alain Bouzer
- Pascal Vignard
- Julien Sentenac
- Maxime Champel
- Thomas Choveau
- Antoine Loubière
- Mathieu Mercier
- Nicolas Sentous
- Yannick Larguet
- Yannick Ricardo
- Éric San Vicente
- Maxime Guiho
- Charles Givone
- Gaétan Landry
- Lucas Pointud
- Pierre Pagès
- Loïc Mazières
- Quentin d'Aram de Valada
- Sébastien Regy
- Bekada Belhaouari
- Julien Turini
- Matekitonga Moeakiola
- Benoît Piffero
- Romain Edmond-Samuel
- Laurent Baluc-Rittener
- Camille Fontbostier